# كينيا أونودرا
كينيا أونودرا (باليابانية: 小野寺 健也) (مواليد 18 نوفمبر 1997) هو لاعب كرة قدم ياباني.

## وصلات خارجية
- كينيا أونودرا على موقع رابطة كرة القدم اليابانية للمحترفين (اليابانية)
- كينيا أونودرا على موقع قاعدة بيانات كرة القدم.إي يو (الإنجليزية)
- كينيا أونودرا على موقع Soccerway.com (الإنجليزية)
- كينيا أونودرا على موقع عالم كرة القدم.نت (الإنجليزية)